# Alexis-Joseph Bouillerot-Demarsenne
Alexis-Joseph Bouillerot-Demarsenne, né le 11 février 1752 à Bernay et mort le 1er avril 1835 à Paris, est un homme politique français.

## Biographe
Fils d'un receveur des tailles, Bouillerot-Demarsenne suit une carrière administrative tout en étant un riche propriétaire foncier. Il est procureur auprès du district de Bernay puis receveur.
Le 10 septembre 1792 il est élu député de l'Eure à la Convention, avec 346 voix sur 520 votants, en remplacement de Brissot qui a opté pour l'Eure-et-Loir.
D'opinions républicaines mais assez modéré, Bouillerot peut-être assimilé à la Plaine bien qu'il partage certaines vues des Montagnards. Au cours du procès de Louis XVI devant la Convention, il vote contre l'appel au peuple, pour la mort et contre le sursis. 
En 1794, après le 9 thermidor, il devient directeur de l'École de Mars puis est envoyé en mission dans le Tarn, le Gers et la Haute-Garonne où il fait preuve de beaucoup de tempérance. 
La bonne réputation acquise lors de sa mission lui permet d'être réélu par le Gers au Conseil des Anciens en 1795. Il y siège, toujours plutôt au centre, sans faire de bruit jusqu'en 1797.
Sous Napoléon Bouillerot-Demarsenne obtient le modeste poste de sous-inspecteur des forêts de l'Oise. Il est révoqué par le gouvernement de Louis XVIII en 1814.
Cet ancien conventionnel retrouve son poste lors des Cent-Jours, ce qui lui vaut d'être visé par la loi du 12 janvier 1816 exilant les régicides. Il part pour la Belgique et y vit en exil jusqu'aux Trois Glorieuses en 1830. Il revient alors à Paris et y meurt en 1835 à l'âge de 83 ans.

### Source
- « Alexis-Joseph Bouillerot-Demarsenne », dans Adolphe Robert et Gaston Cougny, Dictionnaire des parlementaires français, Edgar Bourloton, 1889-1891 [détail de l’édition]